# 揚·科克·布洛霍夫
揚·科克·布洛霍夫（1779年8月5日—1853年10月13日，當時漢字寫作），男性，曾在江戶時代擔任日本出島的荷蘭東印度公司商館館長，也是日本第一個編纂英語字典的人。他曾教導過的通譯有吉雄權之助、吉雄忠次郎、本木正左衛門、馬場為八郎等人。

## 生平

### 職業生涯
他出生於荷蘭聯省共和國（即今荷蘭）阿姆斯特丹。1794年，15歲即在荷蘭反法戰爭中作為士兵參加了聯邦軍隊。次年，荷蘭聯省共和國被巴達維亞共和國取代，他退出了軍隊。1798年，法國大革命後的戰爭日緊，他離開父母流亡普魯士王國（現德國），加入了普魯士軍隊。 
1802年3月25日，法國和英國簽署了亞眠條約。戰爭結束了，他加入荷兰東印度公司工作。但是在1803年，英國破壞了亞眠條約，拿破崙戰爭爆發。在戰爭正酣的1805年，他到了巴達維亞（現雅加達），後在荷屬東印度總督赫尔曼·威廉·丹德尔斯手下工作。 
1806年法國皇帝拿破崙一世任命其弟弟國王路易·波拿巴爲荷蘭國王，使英法戰爭進一步殃及荷蘭。

### 出島
1809年，他被派往在日本出島的荷蘭商館工作。1808年發生在日本的英國船襲擊事件，即著名的菲頓號事件（HMS Phaeton (1782)），使幕府大為震驚，不得不趕快着手培養英語人材以收集資料。但在日本很難找到英文教師。于是日方與在長崎出島的荷蘭商館館長Hendrik Doeff進行磋商。Doeff建議讓布洛霍夫充當教師，因其經驗豐富經驗，在荷蘭商館里是最精通英文的。布洛霍夫一邊在長崎教英文，一邊編寫了英文字典。 
1810年，荷蘭爲法國吞並。荷蘭商館的地位岌岌可危。一年後，荷屬東印度巴達維亞爲英國佔領，日本出島成了當時地球上唯一還飄揚著荷蘭旗的地方。 
1812年，他与日妓生下女儿（但在次年2月24日死於昏睡病）。在同一年，英屬東印度總督斯坦福·莱佛士拒絕了Doeff提出的貿易建議。 
1813年，他作為出島荷蘭商館的代表抵達英屬東印度巴達維亞商談貿易條件，惜英國人揹信棄義將他押往英國。1814年6月間，英國艦船駛來出港，夏洛特號事件(シャーロット号事件)發生。 
1815年，他抵達英國。戰亂已經平息，在維也納會議上，荷兰联合王国成立，荷蘭恢復了獨立和主權。他當即獲得釋放，並返回荷蘭。回國後他和Titia Bergsma結了婚，在家安享天年。但是，應國王威廉一世的邀請，他重新被派往日本組建新的商會並接替Doeff任會長。

### 長期貿易的建立

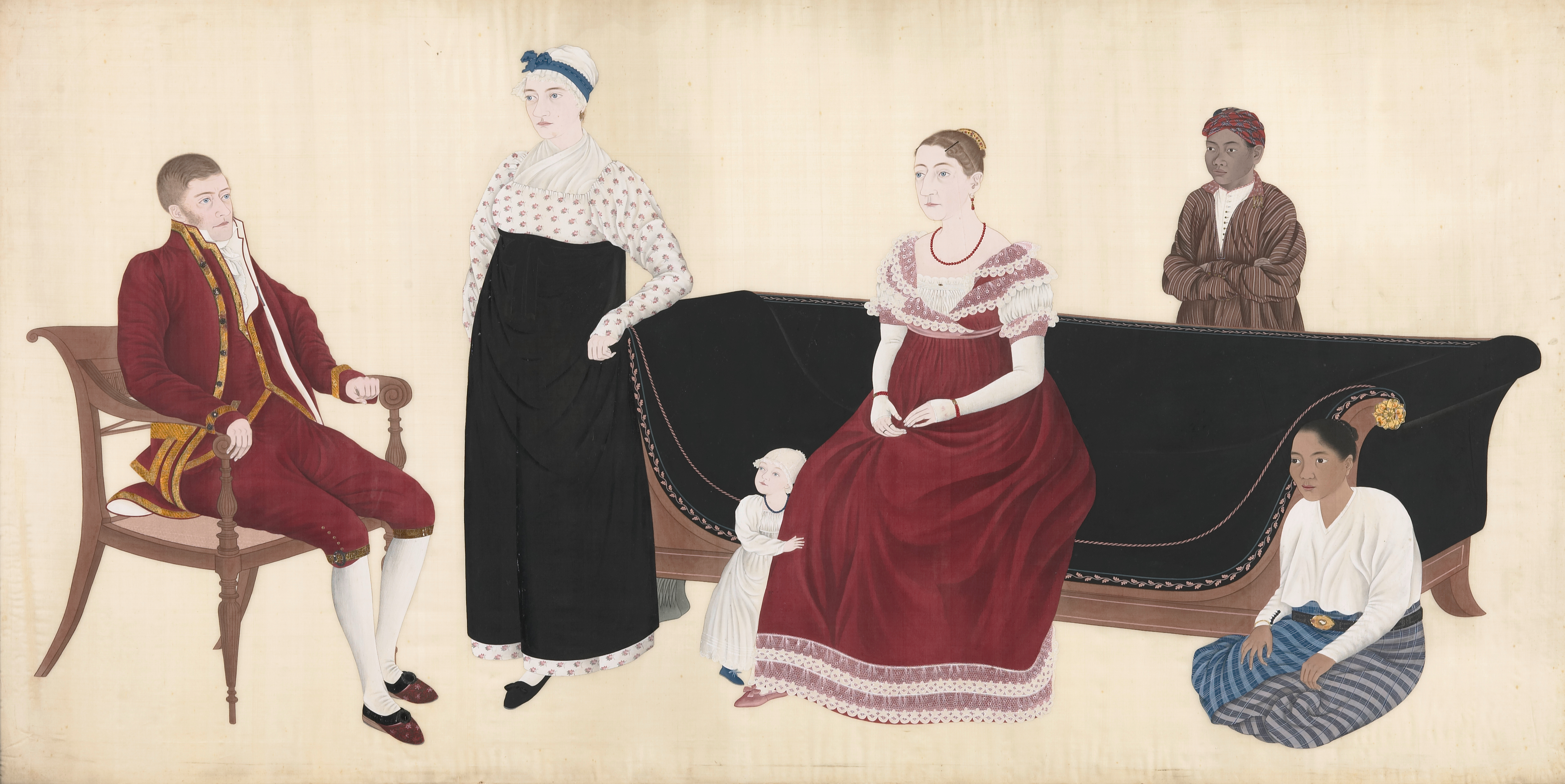
布洛霍夫家族：布洛霍夫、妻子 Titia Bergsma、兒子 Jantje、奶媽 Petronella Munts 以及印尼女僕。1817年。荷蘭國立博物館。

1816年3月6日，他們有了一個兒子John。此後他們即決定攜兒子及荷蘭乳母Petronella Munts(1794 -?)一起赴日本。當時日本還不許西方女子進入。長崎當局破例允許她登岸，此時正是1817年7月16日。然而，此后幕府拒絕允許她們在當地居住。Titia, John以及Petronella不得不隨Doeff返回荷蘭。這對新婚夫婦就此永別。 
Titia和Petronella是日本锁国200年来最初兩位進入日本的西方女子，儘管她們呆的時間並不長。當地人看到紅髮碧眼的美麗女子驚訝萬分，後來她們以及John被當地的画家畫在一起。
與傢人離別後，他致力于恢復日蘭商業和貿易往來，並在日本專門研究動植物群和當地文化。 
1818年2月13日，他啓程進行江戶參府，同年6月19日返回。沿途他蒐集了許多當地物品。他此行拜访了将军德川家齐，并和大槻玄沢等江戶的蘭学者交流。1821年4月2日，他的妻子死在了家裡。1822年他第二次江戶參府。

### 回鄉
新的商館在1823年設立。他任務完成後返回荷蘭。回國後從事日本商品貿易和日本器物收藏，並再婚，安享半生平靜。1853年10月13日去世，享年74歲。 

## 插曲
當時仿其夫人製作了古賀人形娃娃，所謂“紅毛的妻子”，是長崎的一種紀念品。

## 著作
- 諳厄利亜国語和解（英日辞書）
- 諳厄利亜語林大成（英蘭辞書）